# Dajana Jastrems'ka
Dajana Oleksandrivna Jastrems'ka, nota anche con la traslitterazione anglosassone Dayana Yastremska (in ucraino Даяна Олександрівна Ястремська?; Odessa, 15 maggio 2000), è una tennista ucraina.
Nella sua giovane carriera si è aggiudicata tre tornei WTA in singolare, mentre in doppio ha raggiunto una finale a Pechino 2019, la più prestigiosa fino ad ora. Nei tornei del Grande Slam, vanta un ottavo di finale disputato a Wimbledon 2019 e una semifinale agli Australian Open 2024.
Nel luglio del 2018 entra nella top 100, diventando la prima tennista nata negli anni duemila a centrare tale traguardo. Invece, nel mese di gennaio del 2020 si è spinta fino alla posizione numero 21 del ranking mondiale, suo miglior piazzamento.

## Biografia
Ha una sorella più giovane, Ivanna, tennista anche lei.

## Carriera
A livello juniores ha raggiunto in singolare la finale a Wimbledon nel 2016 perdendola contro la russa Anastasija Potapova.
Nel circuito ITF ha vinto in totale sei titoli, tre in singolo e tre in doppio.

### 2016-2017
Inizia l'anno come tennista numero 1103 e, tra i vari tornei ITF, disputa anche qualche torneo WTA. Uno di questi è l'Istanbul Open, dove viene sconfitta in rimonta da Nao Hibino con il punteggio di 6-2 4-6 3-6. A Tashkent viene sconfitta nel primo turno da Kurumi Nara per 5-7 2-6. Non fa meglio nel torneo WTA minore, il WTA 125s di Limoges, venendo estromessa da Mandy Minella in due sets. Chiude l'anno alla posizione n° 342 in singolare, mentre in doppio alla n° 603.
Nel 2017 continua a disputare i tornei ITF, ma partecipa al torneo di Copa Colsanitas, dove viene rimontata da Montserrat González per 7-5 2-6 6-7. A Istanbul supera per la prima volta il primo turno. Qui elimina Andrea Petković per 3-6 6-0 6-3 e Anna Kalinskaja per 6-1 6-4, prima di venire sconfitta da Jana Čepelová nei quarti di finale (6-2 6-7 4-6). Partecipa alle qualificazioni per il torneo di Strasburgo, ma non va oltre il primo turno venendo eliminata da Camila Giorgi in un match molto complesso terminato: 7-6 2-6 5-7. Nel torneo di Nottingham supera le qualificazioni, per poi venire nettamente sconfitta da Magdaléna Rybáriková, la quale le lascia solamente tre games; mentre a Birmingham non va oltre le qualificazioni. Disputa le qualificazioni a Mosca, al Kremlin Cup, senza esiti positivi. Termina l'anno alla posizione n° 189 in singolare, mentre in doppio alla n° 229.

### 2018: primo titolo WTA e Top 100
Inizia la stagione venendo sconfitta nel terzo turno di qualificazione nel torneo di Brisbane. Agli Australian Open e a San Pietroburgo non supera le qualificazioni, venendo sconfitta nel secondo turno rispettivamente da Alexandra Dulgheru e Misaki Doi. Tuttavia, ad Acapulco va oltre, ma è costretta al ritiro nel match d'esordio contro Mónica Puig sul punteggio di 6-2 4-6 0-5 in favore alla portoricana.
Non fa meglio a Charleston, uscendo di scena per mano di Bernarda Pera per 6(4)–7 6-1 4-6. Nel torneo di Stoccarda viene eliminata nel secondo turno di qualificazioni da Kaia Kanepi. Prima di disputare Wimbledon, partecipa a quattro tornei ITF arrivando due volte in finale, ma senza riuscire a vincere perdendo contro Rebecca Peterson e Tereza Smitková.
Successivamente, a Londra non supera le qualificazioni. Il 16 luglio 2018 entra per la prima volta nelle prime 100 giocatrici mondiali, classificandosi proprio alla 100ª posizione, diventando la prima giocatrice nata negli anni 2000 a riuscirci nell'impresa. Si aggiudica il terzo torneo ITF in Italia battendo in finale Anastasija Potapova, infliggendole un severo 6-1 6-0.
Nel torneo di New Haven supera le qualificazioni ed estromette Danielle Collins per 6-0 6-3, prima di cedere in tre set a Julia Görges. Agli US Open viene inserita per la prima volta nel tabellone principale di un Grande Spam, ma esce di scena subito nel primo turno contro Karolína Muchová, che si impone per 4-6 2-6. Nel torneo minore (WTA 125s) di Chicago raggiunge i quarti di finale imponendosi su Pauline Parmentier e su Kristie Ahn, prima di essere fermata da Mona Barthel per 2-6 6-7. Tuttavia, in coppia con Evgenija Rodina, raggiunge la semifinale. Nel torneo di Québec non va oltre il primo turno perdendo per mano di Christina McHale per 6-2 2-6 6(1)–7. Oltrepassate le qualificazioni a Pechino, viene eliminata da Zheng Saisai per 4-6 3-6.
Il 14 ottobre 2018, all'Hong Kong Open conquista il primo titolo WTA della carriera, battendo nettamente in finale la sesta testa di serie, la cinese Wang Qiang con il punteggio di 6-2 6-1, diventando la seconda tennista nata nel nuovo millennio a conquistare un titolo nel circuito maggiore (prima di lei solo Olga Danilović), raggiungendo anche il best ranking alla 66ª posizione mondiale. Inoltre, entrando tra le Top 70, diventa la tennista più giovane presente in classifica.
Si presenta a Lussemburgo dove, dopo aver eliminato nel primo turno Varvara Lepchenko con il risultato di 6-2 6(10)–7 7–6(5), si impone a sorpresa sull'ex numero uno del mondo e due volte campionessa Slam, Garbiñe Muguruza, per 6-2 6-3. Raggiunge così i quarti di finale dove è opposta a Margarita Gasparjan, contro la quale vince per 6-1 6-4. Tuttavia, in semifinale si arrende a Belinda Bencic, che si impone con il punteggio di 2-6 6-3 6(5)–7. Grazie a questo risultato, scala altre sei posizioni e si colloca sessantesima nel ranking.

### 2019: due titoli WTA stagionali e Top 30
Inizia la stagione a Brisbane dove, dopo aver eliminato nel primo turno di qualificazioni Varvara Lepchenko per 3-6 6-1 6-4, è costretta al ritiro nel secondo turno contro Karolína Muchová sul punteggio di 2-6 1-5. Disputa il torneo di Hobart raggiungendo i quarti di finale, dove viene sconfitta da Belinda Bencic per 6(2)–7 3-6. Agli Australian Open raggiunge per la prima volta il terzo turno di uno Slam eliminando Samantha Stosur per 7-5 6-2 e Carla Suárez Navarro per 6-3 3-6 6-1; cede a Serena Williams, che le lascia solo tre giochi. In Thailandia si aggiudica il secondo titolo WTA in carriera imponendosi su: Arantxa Rus per 6-0 6-3; Peng Shuai per 6-1 6-4; Garbiñe Muguruza, numero quindici del mondo, per 7–6(5) 6-1; Magda Linette per 6-4 6-3. In finale è opposta a Ajla Tomljanović, contro la quale ha la meglio vincendo con il punteggio di 6-2, 2-6, 7–6(3). Parallelamente perfeziona il suo best ranking raggiungendo la 34ª posizione.
Successivamente, viene sconfitta all'esordio sia a Dubai che a Indian Wells per mano di Garbiñe Muguruza (6-4 3-6 3-6) e Dar'ja Gavrilova (2-6 7-5 2-6), mentre a Miami cede in due sets ad Ashleigh Barty al secondo turno.
Sulla terra rossa di Istanbul non va oltre il primo turno, sconfitta da Kristina Mladenovic, che si impone con il punteggio di 6-3 6-4. Non fa meglio nemmeno nei Premier di Madrid e Roma, tornei nei quali cede in tre sets a Karolína Plíšková e Carla Suárez Navarro. Nonostante questi scoraggianti risultati, si spinge fino alla finale a Strasburgo avendo la meglio su: Pauline Parmentier per 6-2 6-4; Samantha Stosur per 6-0 6-2; Fiona Ferro per 6-1 6-3 ed Aryna Sabalenka, giocatrice top ten, con un doppio 6-4. In seguito, nell'ultimo atto si aggiudica il braccio di ferro contro Caroline Garcia, in quanto, dopo quasi tre ore di match, si impone con il punteggio di 6-4 5-7 7–6(3). Tuttavia, al Roland Garros cede al primo turno in rimonta nuovamente alla Suárez Navarro, stavolta con il punteggio di 2-6 7–6(0) 6-0.
Nella stagione sull'erba non ottiene particolari successi, eccetto il quarto turno a Wimbledon. A Birmingham e ad Eastbourne esce di scena già all'esordio per mano di Julia Görges (6-3 4-6 3-6) e Johanna Konta (2-6 4-6). In doppio, invece, raggiunge i quarti di finale in entrambi i tornei, rispettivamente in coppia con Wang Qiang e Aryna Sabalenka. A Londra disputa il suo primo ottavo di finale Slam in carriera. Qui, si sbarazza di Camila Giorgi con un doppio 6-3, Sofia Kenin (27ª testa di serie) per 7-5 4-6 6-3 e Viktorija Golubic per 7-5 6-3; viene fermata a sorpresa da Zhang Shuai, che si impone con il punteggio di 6-4 1-6 6-2. Partecipa anche nel doppio, ma cede al primo turno in coppia con Anastasija Potapova.
Ritorna sul cemento americano, dove si spinge fino al terzo turno a Toronto vendicandosi sulla Konta (6-3 6-2) ed eliminando la veterana Viktoryja Azaranka con un doppio 7-5, per poi perdere nettamente contro la Kenin. Sul campo di Cincinnati estromette la pluricampionessa Caroline Wozniacki, per poi subire la rimonta di Svetlana Kuznecova, futura finalista, che la spunta per 4-6 7–6(7) 6-2. Disputa un altro terzo turno, stavolta agli US Open in seguito alle vittorie su Monica Niculescu e Rebecca Peterson, prima di raccogliere appena due games contro la connazionale e numero cinque del mondo Elina Svitolina, futura semifinalista.
In Asia esce di scena all'esordio a Tokyo contro Anastasija Pavljučenkova, mentre a Wuhan raggiunge sorprendentemente i quarti di finale eliminando tra le altre Karolína Plíšková, numero due del ranking. Tuttavia, viene poi sconfitta da un'altra ceca, Petra Kvitová, numero sette della classifica mondiale. A Pechino supera con un doppio 6-1 Caroline Garcia, prima di cedere in due sets alla top 10 Kiki Bertens. In coppia con Jeļena Ostapenko, invece, raggiunge sorprendentemente la finale, eliminando tra le altre le teste di serie Strýcová/Su-wei, dove verranno poi sconfitte dalla coppia americana Mattek-Sands/Kenin (3-6 7–6(5) [7-10]).
Si presenta a Tianjin come terza favorita, imponendosi in scioltezza sulle cinesi Zhu Lin e Peng Shuai, per poi venire facilmente sconfitta a sua volta da Veronika Kudermetova. Disputa il torneo di Mosca, dove si sbarazza della campionessa in carica, Dar'ja Kasatkina, per 6-1 6-4, prima di venire fermata a sorpresa in tre sets da Kirsten Flipkens. Chiude la stagione partecipando al torneo secondario alle Finals, l'Elite Trophy, grazie ai ritiri di Serena Williams, Johanna Konta, Markéta Vondroušová, Angelique Kerber, Amanda Anisimova e Sloane Stephens, tenniste che la precedono in classifica. Viene inserita nel girone "Azalea" insieme a Donna Vekić e Kiki Bertens, riuscendo ad aggiudicarsi il match contro la croata per 7–6(6) 6-2, salvando due set points, prima di perdere il giorno seguente contro la numero dieci del mondo, che si impone in due comodi sets (4-6 3-6). Grazie ai 105 punti ottenuti, sale alla posizione n° 22.

### 2020: prima finale Premier
Apre la nuova stagione a Brisbane con una sconfitta in tre sets inflittale da Kiki Bertens, Top 10. Successivamente, si rifà nel nuovo torneo Premier di Adelaide, che sostituisce il Sydney International. Qui, in seguito alle vittorie in due parziali su: Tímea Babos, Angelique Kerber (ritirata nel secondo sets), Donna Vekić ed Aryna Sabalenka, raggiunge la prima finale Premier, nonché dell'anno. Tuttavia, viene sconfitta dalla giocatrice di casa e numero uno del mondo, Ashleigh Barty, con il punteggio di 2-6 5-7. Nello Slam di Melbourne, travolge Kaja Juvan, lasciandole appena due games, per poi cedere a fatica contro Caroline Wozniacki, campionessa del 2018, con un doppio 5-7. A fine torneo, migliora il suo best ranking di una posizione: sale al 21º posto della classifica mondiale. 
Si presenta a Dubai, ma viene rimontata in un match complicato da Veronika Kudermetova (7-5 3-6 6-7). A Doha, invece, dopo aver estromesso Kirsten Flipkens, affronta le due finaliste uscenti di Melbourne: si impone su Sofia Kenin, mentre cede nel terzo turno a Garbiñe Muguruza. 
Ritorna in campo il 3 agosto a causa dello stop forzato dovuto alla pandemia di COVID-19. Fa il suo esordio sulla terra rossa di Palermo, dove si aggiudica i matches contro Sara Sorribes Tormo e Océane Dodin, per poi venire rimontata a sorpresa da Camila Giorgi con lo score 6-4 6(5)–7 3-6. Vola a New York per disputare il Cincinnati Masters e si impone a fatica sulle statunitensi Venus Williams (5-7 6-2 7-5) e Bernarda Pera (7-6 4-6 6-3), ma nulla può fare contro la numero dieci del mondo Naomi Ōsaka, la quale si sbarazza dell'ucraina per 6-3 6-1.

### 2021: la squalifica e il rientro
Nel gennaio 2021 la tennista ucraina fu squalificata per sei mesi dopo essere risultata positiva a un controllo antidoping effettuato nel novembre del 2020, ma nell'agosto 2021 fu riconosciuta la sua innocenza poiché la sostanza vietata era entrata nel suo corpo tramite un rapporto sessuale con il suo ex fidanzato.
Jastrems'ka rientra nel circuito in luglio ad Amburgo, dove è 1° testa di serie: dopo il bye, elimina Fręch (7-6(5) 6-1) ed Errani (7-6(4) 6-4), raggiungendo la semifinale; nella circostanza, cede il passo alla romena Ruse (6-2 1-6 4-6). Partecipa poi alle Olimpiadi di Tokyo, dove perde subito da Fernandez (3-6 6-3 0-6). Sul cemento americano, coglie al massimo il secondo turno a Cincinnati, Indian Wells e Chicago; a Courmayeur, sconfigge Vitalija D'jačenko (6-3 6-1) e Kateryna Baindl (6-1 3-6 7-5), ottenendo il secondo quarto stagionale: qui perde dall'italiana Paolini, con lo score di 4-6 6(4)-7.
Chiude la stagione al n°97 del ranking mondiale.

### 2022: 5ª finale WTA
Dajana tenta le qualificazioni per il Melbourne Summer Set I: cede subito a Kerkhove con un doppio 2-6. Va meglio ad Adelaide: entra nel tabellone principale battendo Zuger (7-5 6-4) e la n°1 del seeding Alison Van Uytvanck (3-6 6-4 6-4). Al primo turno, si arrende in tre parziali a Tereza Martincová. All'Australian Open, è costretta al ritiro nel match di primo turno contro Madison Brengle, sul punteggio di 1-6 6-0 0-5. In classifica, Jastrem'ska scende oltre la 140ª posizione. Gioca poi il WTA 500 di Dubai: passa le qualificazioni eliminando Danilina, Tauson e Brengle; al primo round, si impone su Irina-Camelia Begu (4-6 6-2 6-3) mentre, al secondo turno, estromette la n°3 del mondo Barbora Krejčíková con lo score di 6-3 7-6(3), centrando la terza vittoria in carriera su una top-10. Nei quarti, perde da Markéta Vondroušová in due set. Dopodiché, prende parte al torneo di Lione, dove le è concessa una wild-card: Jastrems'ka la sfrutta al meglio, approdando in finale grazie ai successi su Bogdan (3-6 7-6(7) 7-6(7), annullando 2 match points), Bucșa (6-2 6-3), Paolini (6-4 7-6(3)) e Cîrstea (7-6(5) 4-6 6-4). Nella sua 5ª finale WTA (la prima dal 2020), Dajana viene sconfitta da Zhang Shuai, col punteggio di 6-3 3-6 4-6. Grazie all'ottima settimana, l'ucraina si riavvicina alla top-100. A Indian Wells, esce di scena al primo turno al termine di una lunga battaglia contro Caroline Garcia, terminata con lo score di 4-6 7-6(8) 5-7. A Miami non passa le qualificazioni mentre, a Bogotà, raggiunge il secondo quarto di finale, battendo Udvardy ed Errani; tra le ultime otto, si arrende a Laura Pigossi al tie-break del terzo set. Gioca poi nelle qualificazioni della Billie Jean King Cup, dove l'Ucraina affronta la nazionale statunitense: Jastrems'ka perde da Riske (6(16)-7 5-7) e vince su Pegula (6-3 6-4); la sconfitta nel doppio decisivo contro Muhammad/Pegula, tuttavia, condanna le europee a restare fuori dalla fase finale. Torna a giocare nel circuito a Madrid, dove passa le qualificazioni grazie alle vittorie su Brengle (2-6 6-2 6-4) e Tan (6-2 7-6); al primo turno, approfitta del ritiro di Greet Minnen sul punteggio di 6-3 0-2. Al secondo turno, esce di scena contro la ceca Bouzková (6-3 6(3)-7 1-6). Nel frattempo, rientra tra le prime 100 del mondo. Al Roland Garros, esce di scena immediatamente contro Riske. Su erba, colleziona tre sconfitte all'esordio (tra cui Wimbledon) e un quarto di finale a Birmingham, sconfitta nuovamente da Zhang. Sul cemento americano, non centra alcun successo in quattro tornei disputati, US Open compreso. Termina la stagione al n°102 del mondo.

### 2023
Dopo non aver centrato la qualificazione per il main-draw di Adelaide, all'Australian Open viene eliminata al primo turno da Jeļena Ostapenko. Al Thailand Open, ottiene il primo successo WTA stagionale contro Uchijima, prima di cedere alla tds n°6 Maria in due set. Nel '500' di Abu Dhabi passa le qualificazioni prima di perdere al primo turno da Teichmann. A Doha non riesce ad accedere al tabellone principale mentre nel '1000' di Dubai supera Davis ed Errani nel tabellone cadetto, approdando nel main-draw. Al primo turno, ha la meglio su Alizé Cornet, per poi arrendersi alla connazionale Kalinina. A Indian Wells esce di scena al secondo turno contro Barbora Krejčíková mentre a Miami non passa le qualificazioni. Sulla terra, il miglior risultato arriva nel circuito WTA '125': a Reus, l'ucraina raggiunge la semifinale, persa contro Mandlik. Al Roland Garros, si qualifica per il tabellone principale, dove soccombe alla top-30 Vekić (2-6 5-7) al primo turno. Su erba non coglie alcun main-draw: a Wimbledon arriva all'ultimo turno, dove cede alla svizzera Naef. In agosto, vince il torneo '125' di Grodzisk Mazowiecki, prevalendo in finale su Greet Minnen per 2-6 6-1 6-3. Prova le qualificazioni per lo US Open: come successo nei Championships, accede all'ultimo turno, dove viene fermata da Ruse in due set. Termina la stagione con una semifinale nel '125' di Angers. Chiude il 2023 al n°106 del mondo.

### 2024: prima semifinale Slam
Dajana inizia la stagione a Brisbane: passa le qualificazioni battendo in due parziali Hsieh e Starodubceva; al primo turno, cede il passo a Daria Saville. All'Australian Open è la prima testa di serie del tabellone di qualificazione: le passa battendo Bošković, Grammatikopoulou e Joint, tutte sconfitte in tre set. Nel main-draw, al primo turno lascia tre giochi alla campionessa di Wimbledon in carica Markéta Vondroušová (6-1 6-2), tornando al secondo turno di un major per la prima volta dal 2020. Nella circostanza, supera agevolmente Varvara Gračëva (6-3 6-2); al terzo turno, elimina la testa di serie n°27 Emma Navarro con lo score di 6-2 2-6 6-1, approdando agli ottavi, raggiunti in carriera solo un'altra volta (Wimbledon 2019). Tra le ultime sedici, Jastrems'ka batte l'ex n°1 del mondo e bi-campionessa del torneo Viktoryja Azaranka, con il punteggio di 7-6(6) 6-4, accedendo così a un quarto di finale Slam per la prima volta. Prevalendo per 6-3 6-4 su Linda Nosková, giustiziera di Iga Świątek al terzo turno, l'ucraina conquista un posto per la sua prima semifinale major. È la prima donna dal 1978 a raggiungere la semifinale partendo dalle qualificazioni. Nel penultimo atto, Dajana viene sconfitta dalla cinese Zheng, con un duplice 4-6. Grazie a questo risultato, Jastrems'ka risale il ranking, rientrando tra le prime 30 giocatrici del mondo, in 29ª posizione.
L'ucraina torna in campo a Linz, dove esce di scena al secondo turno contro Donna Vekić. A Dubai perde subito da Veronika Kudermetova, con il singolare score di 0-6 6-1 0-6. A San Diego si impone su Dolehide prima di cedere a Blinkova in due set. Dopo essere stata costretta al walkover a Indian Wells prima di scendere in campo contro Raducanu, Dajana raggiunge il terzo turno a Miami, fermata dalla top-10 Sakkarī.
Su terra, dopo un secondo round a Charleston, ottiene tre terzi turni di fila a Madrid, Roma e Roland Garros, sconfitta rispettivamente dalla n°3 del mondo Gauff (4-6 1-6), dalla n°2 Sabalenka (4-6 2-6) e nuovamente da Gauff a Parigi.

## Statistiche WTA

### Singolare

#### Vittorie (3)
| Legenda               | Legenda      |
| --------------------- | ------------ |
| Grande Slam (0)       |              |
| Ori Olimpici (0)      |              |
| WTA Finals (0)        |              |
| WTA Elite Trophy (0)  |              |
| Dal 2009 al 2020      | Dal 2021     |
| Premier Mandatory (0) | WTA 1000 (0) |
| Premier 5 (0)         | WTA 1000 (0) |
| Premier (0)           | WTA 500 (0)  |
| International (3)     | WTA 250 (0)  |

| N. | Data            | Torneo                                   | Superficie  | Avversaria in finale | Punteggio        |
| 1. | 14 ottobre 2018 | Hong Kong Open, Hong Kong                | Cemento     | Wang Qiang           | 6-2, 6-1         |
| 2. | 3 febbraio 2019 | Thailand Open, Hua Hin                   | Cemento     | Ajla Tomljanovic     | 6-2, 2-6, 7-6(3) |
| 3. | 25 maggio 2019  | Internationaux de Strasbourg, Strasburgo | Terra rossa | Caroline Garcia      | 6-4, 5-7, 7-6(3) |

#### Sconfitte (4)
| Legenda               | Legenda      |
| --------------------- | ------------ |
| Grande Slam (0)       |              |
| Argenti Olimpici (0)  |              |
| WTA Finals (0)        |              |
| WTA Elite Trophy (0)  |              |
| Dal 2009 al 2020      | Dal 2021     |
| Premier Mandatory (0) | WTA 1000 (0) |
| Premier 5 (0)         | WTA 1000 (0) |
| Premier (1)           | WTA 500 (1)  |
| International (0)     | WTA 250 (2)  |

| N. | Data            | Torneo                           | Superficie  | Avversaria in finale   | Punteggio     |
| 1. | 18 gennaio 2020 | Adelaide International, Adelaide | Cemento     | Ashleigh Barty         | 2-6, 5-7      |
| 2. | 6 marzo 2022    | Open de Lyon, Lione              | Cemento (i) | Zhang Shuai            | 6-3, 3-6, 4-6 |
| 3. | 2 febbraio 2025 | Austria Ladies Linz, Linz        | Cemento (i) | Ekaterina Aleksandrova | 2-6, 6-3, 5-7 |
| 4. | 22 giugno 2025  | Nottingham Open, Nottingham      | Erba        | McCartney Kessler      | 4-6, 5-7      |

### Doppio

#### Sconfitte (1)
| Legenda               | Legenda      |
| --------------------- | ------------ |
| Grande Slam (0)       |              |
| Argenti Olimpici (0)  |              |
| WTA Finals (0)        |              |
| WTA Elite Trophy (0)  |              |
| Dal 2009 al 2020      | Dal 2021     |
| Premier Mandatory (1) | WTA 1000 (0) |
| Premier 5 (0)         | WTA 1000 (0) |
| Premier (0)           | WTA 500 (0)  |
| International (0)     | WTA 250 (0)  |

| N. | Data           | Torneo              | Superficie | Compagna         | Avversarie in finale              | Punteggio           |
| 1. | 6 ottobre 2019 | China Open, Pechino | Cemento    | Jeļena Ostapenko | Sofia Kenin Bethanie Mattek-Sands | 3-6, 7-6(5), [7-10] |

## Circuito WTA 125

### Singolare

#### Vittorie (1)
| N. | Data           | Torneo                           | Superficie | Avversaria in finale | Punteggio     |
| 1. | 12 agosto 2023 | Polish Open, Grodzisk Mazowiecki | Cemento    | Greet Minnen         | 2-6, 6-1, 6-3 |

## Statistiche ITF

### Singolare

#### Vittorie (3)
| Torneo $100.000 (0) |
| Torneo $80.000 (0)  |
| Torneo $60.000 (2)  |
| Torneo $25.000 (1)  |
| Torneo $15.000 (0)  |

| N. | Data             | Torneo                                                   | Superficie  | Avversaria in finale | Punteggio |
| 1. | 6 marzo 2017     | Circuito Feminino Future de Tênis, Campinas              | Terra rossa | Alizé Lim            | 6-4, 6-4  |
| 2. | 3 settembre 2017 | Ladies Open Dunakeszi, Dunakeszi                         | Terra rossa | Katarina Zavatska    | 6-0, 6-1  |
| 3. | 8 luglio 2018    | Torneo Internazionale Femminile Antico Tiro a Volo, Roma | Terra rossa | Anastasija Potapova  | 6-1, 6-0  |

#### Sconfitte (3)
| Torneo $100.000 (3) |
| Torneo $80.000 (0)  |
| Torneo $60.000 (0)  |
| Torneo $25.000 (0)  |
| Torneo $15.000 (0)  |

| N. | Data              | Torneo                                                          | Superficie  | Avversaria in finale | Punteggio           |
| 1. | 23 settembre 2017 | Kivenappa Ladies Cup, San Pietroburgo                           | Cemento (i) | Belinda Bencic       | 2-6, 3-6            |
| 2. | 13 maggio 2018    | Open GDF SUEZ de Cagnes-sur-Mer Alpes-Maritimes, Cagnes-sur-Mer | Terra rossa | Rebecca Peterson     | 4-6, 5-7            |
| 3. | 24 giugno 2018    | Ilkley Trophy, Ilkley                                           | Erba        | Tereza Smitková      | 6(2)-7, 6-3, 6(4)-7 |

### Doppio

#### Vittorie (3)
| Torneo $100.000 (0) |
| Torneo $80.000 (1)  |
| Torneo $60.000 (0)  |
| Torneo $25.000 (2)  |
| Torneo $15.000 (0)  |

| N. | Data             | Torneo                                                           | Superficie  | Compagna            | Avversarie in finale             | Punteggio |
| 1. | 26 febbraio 2017 | Winter Moscow Open, Mosca                                        | Cemento (i) | Vera Lapko          | Bibiane Schoofs Ekaterina Jašina | 7-5, 6-3  |
| 2. | 26 marzo 2017    | Forte Village International Tournament, Santa Margherita di Pula | Terra rossa | Olesja Pervušina    | Tara Moore Conny Perrin          | 6-4, 6-4  |
| 3. | 29 luglio 2017   | Advantage Cars Praga Open, Praga                                 | Terra rossa | Anastasija Potapova | Mihaela Buzărnescu Al'ona Fomina | 6-2, 6-2  |

## Grand Slam Junior

### Singolare

#### Sconfitte (1)
| Tornei del Grande Slam  |
| ----------------------- |
| Australian Open (0)     |
| Open di Francia (0)     |
| Torneo di Wimbledon (1) |
| US Open (0)             |

| N. | Data          | Torneo                      | Superficie | Avversaria in finale | Punteggio |
| 1. | 9 luglio 2016 | Torneo di Wimbledon, Londra | Cemento    | Anastasija Potapova  | 4-6, 3-6  |

### Doppio

#### Sconfitte (1)
| Tornei del Grande Slam  |
| ----------------------- |
| Australian Open (1)     |
| Open di Francia (0)     |
| Torneo di Wimbledon (0) |
| US Open (0)             |

| N. | Data            | Torneo                     | Superficie | Compagna            | Avversaria in finale              | Punteggio |
| 1. | 30 gennaio 2016 | Australian Open, Melbourne | Cemento    | Anastasija Zaryc'ka | Anna Kalinskaja Tereza Mihalíková | 1-6, 1-6  |

## Risultati in progressione
| V | F | SF | QF | #T | RR | Q# | A | Z# | PO | O | F-A | SF-B | ND |

(V) Torneo vinto; raggiunto (F) finale, (SF) semifinale, (QF) quarti di finale, (#T) turni 4, 3, 2, 1; (RR) round - robin; (Q#) Turno di qualificazione; (A) assente dal torneo; (Z#) Zona gruppo Coppa Davis/Fed Cup (con indicazione numero); (PO) play-off Coppa Davis o Fed Cup; vinto un (O) oro, (F-A) argento o (SF-B) bronzo ai Giochi Olimpici; (ND) torneo non disputato.

### Singolare
| Tornei del Grande Slam |                 |                 |                 |                 |               |                 |                 |                 |            |            |            |
| Australian Open        | Assente         | Assente         | Q2              | 3T              | 2T            | A               | 1T              | 1T              | 0 / 4      | 3–4        |            |
| Open di Francia        | Assente         | Assente         | Assente         | 1T              | 1T            | A               | 1T              | 1T              | 0 / 4      | 0–4        |            |
| Wimbledon              | Assente         | Assente         | Q2              | 4T              | ND            | A               | 1T              | Q3              | 0 / 2      | 3–2        |            |
| US Open                | Assente         | Assente         | 1T              | 3T              | 2T            | 1T              | 1T              | Q3              | 0 / 5      | 3–5        |            |
| V–S                    | 0–0             | 0–0             | 0–1             | 7–4             | 2–3           | 0-1             | 0-4             | 0-2             | 0 / 15     | 9–15       |            |
| Giochi olimpici        |                 |                 |                 |                 |               |                 |                 |                 |            |            |            |
| Giochi olimpici        | A               | Non disputati   | Non disputati   | Non disputati   | Non disputati | A               | Non disputati   | Non disputati   | 0 / 0      | 0–0        |            |
| Tornei di fine anno    |                 |                 |                 |                 |               |                 |                 |                 |            |            |            |
| WTA Finals             | Non qualificata | Non qualificata | Non qualificata | Non qualificata | ND            | Non qualificata | Non qualificata | Non qualificata | 0 / 0      | 0–0        |            |
| WTA Elite Trophy       | Non qualificata | Non qualificata | Non qualificata | RR              | ND            | Non qualificata | Non qualificata | Non qualificata | 0 / 1      | 1-1        |            |
| WTA Premier Mandatory  |                 |                 |                 |                 |               |                 |                 |                 |            |            |            |
| Indian Wells           | Assente         | Assente         | Assente         | 1T              | ND            | 2T              | 1T              | 2T              | 0 / 4      | 2–4        |            |
| Miami                  | Assente         | Assente         | Assente         | 2T              | ND            | A               | Q1              | Q2              | 0 / 1      | 1–1        |            |
| Madrid                 | Assente         | Assente         | Assente         | 1T              | ND            | A               | 2T              | 1T              | 0 / 3      | 1–3        |            |
| Pechino                | Assente         | Assente         | 1T              | 2T              | Non disputato | Non disputato   | Non disputato   | A               | 0 / 2      | 1-2        |            |
| WTA Premier 5          |                 |                 |                 |                 |               |                 |                 |                 |            |            |            |
| Doha / Dubai[1]        | Assente         | Assente         | Assente         | 1T              | 3T            | A               | A               | 2T              | 0 / 3      | 3–3        |            |
| Roma                   | Assente         | Assente         | Assente         | 1T              | 3T            | A               | A               | 1T              | 0 / 3      | 2–3        |            |
| Montréal / Toronto     | Assente         | Assente         | Assente         | 3T              | ND            | 1T              | A               | A               | 0 / 2      | 2–2        |            |
| Cincinnati             | Assente         | Assente         | Assente         | 2T              | 3T            | 2T              | Q1              | A               | 0 / 3      | 4–3        |            |
| Wuhan                  | Assente         | Assente         | Assente         | QF              | Non disputato | Non disputato   | Non disputato   | Non disputato   | 0 / 1      | 5-2        |            |
| Carriera               |                 |                 |                 |                 |               |                 |                 |                 |            |            |            |
| Tornei giocati         | 2               | 2               | 8               | 21              | 10            | 12              | 25              | 29              | 109        | 109        | 109        |
| Titoli                 | 0               | 0               | 1               | 2               | 0             | 0               | 0               | 1               | 4          | 4          | 4          |
| Finali                 | 0               | 0               | 1               | 2               | 1             | 0               | 1               | 1               | 6          | 6          | 6          |
| Totale V–S             | 0–2             | 2–2             | 9–8             | 32–21           | 15–10         | 8-12            | 21-25           | 40-28           | 4 / 109    | 127–108    |            |
| Vittorie%              | 0%              | 50%             | 53%             | 60%             | 60%           | 40%             | 46%             | 59%             | 54.04%     | 54.04%     | 54.04%     |
| Ranking di fine anno   | 342             | 189             | 60              | 22              | 29            | 97              | 102             | 106             | $3.243.688 | $3.243.688 | $3.243.688 |

Note
- 1 Il Dubai Tennis Championships e il Qatar Ladies Open di Doha si scambiano frequentemente lo status tra evento Premier ed evento Premier 5.

## Vittorie contro giocatrici Top 10
| Stagione | 2019 | 2020 | 2021 | 2022 | 2023 | 2024 | 2025 | Totale |
| Vittorie | 1    | 1    | 0    | 1    | 0    | 1    | 1    | 5      |

| #    | Giocatrice          | Ranking | Evento                            | Superficie | Turno | Punteggio   | Rank. DYR |
| ---- | ------------------- | ------- | --------------------------------- | ---------- | ----- | ----------- | --------- |
| 2019 |                     |         |                                   |            |       |             |           |
| 1.   | Karolína Plíšková   | 2       | Wuhan Open, Wuhan                 | Cemento    | 3T    | 6-1, 6-4    | 27        |
| 2020 |                     |         |                                   |            |       |             |           |
| 2.   | Sofia Kenin         | 5       | Qatar Ladies Open, Doha           | Cemento    | 2T    | 6-3, 7-6(4) | 25        |
| 2022 |                     |         |                                   |            |       |             |           |
| 3.   | Barbora Krejčíková  | 3       | Dubai Tennis Championships, Dubai | Cemento    | 2T    | 6-3, 7-6(3) | 146       |
| 2024 |                     |         |                                   |            |       |             |           |
| 4.   | Markéta Vondroušová | 7       | Australian Open, Melbourne        | Cemento    | 1T    | 6-1, 6-2    | 93        |
| 2025 |                     |         |                                   |            |       |             |           |
| 5.   | Coco Gauff          | 2       | Torneo di Wimbledon, Londra       | Erba       | 1T    | 7-6(3), 6-1 | 42        |